# Vestas V90-3MW
Vous pouvez aider à l'améliorer ou bien discuter des problèmes sur sa page de discussion.
- Il doit être débarrassé d’une partie de son jargon. Sa qualité peut être largement améliorée en utilisant un vocabulaire directement compréhensible par le plus grand nombre. (Marqué depuis janvier 2017)

La Vestas V90-3MW est une éolienne à trois pales en amont qui utilise le contrôle de hauteur et une machine asynchrone à double alimentation (version 50 Hz). 
Sur son site, le fabricant annonce avoir installé plus de 27 000 unités de ce type, dans le monde, depuis son lancement.
Vestas revendique que la turbine fournit 50 % de plus de puissance pour le même poids que le V80. La V90-3MW est essentiellement une adaptation de la turbine V90-2MW, qui est elle même une V80-2MW avec des pales plus longues. Elle est produite pour un usage tant sur terre que sur mer.

## Histoire
La première V90-3MW a été mis en place dans le nord de l'Allemagne en mai 2002. Quinze tests de turbines ont été effectués à travers le monde dans des conditions climatiques différentes, de sorte que quand elle est entrée en production, la V90-3MW a été testée dans plus de sites que les V80-2MW. À la suite d'un certain nombre de problèmes de boîte de vitesses, la V90-3MW a été retirée des ventes pour les usages offshore (en mer) au début de 2007, avant d'être remise sur le marché offshore en mai 2008. Les nacelles étaient fabriquées exclusivement à l'usine Vestas Nacelles à Tarente, en Italie. Les tours et les pales peuvent provenir d'un certain nombre d'emplacements. 
Vestas produit une version pour vent faible d'une puissance de 3,65 MW appelée la V136.
Elle n'est actuellement plus produite par le turbinier. 

## Utilisation maritime

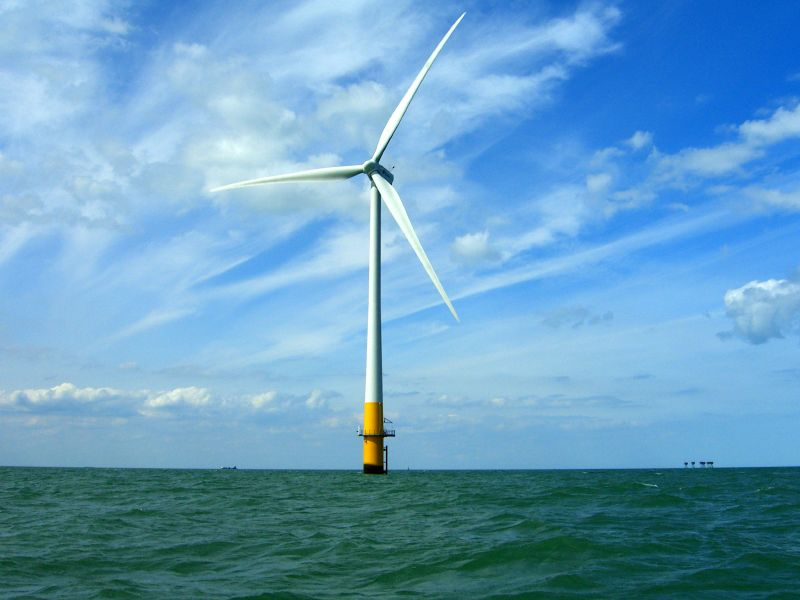
Vestas V90-3MW à Kentish Flats Ferme Éolienne Offshore.

Le V90-3MW est utilisé dans les parcs éoliens :
- Ferme éolienne Barrow Offshore, au sud-est de l'île Walney (30 unités en fonctionnement)
- Ferme Éolienne Offshore Kentish Flats (sur les cotes du Kent) (30 unités en fonctionnement)
- OWEZ Egmond aan Zee, Pays-Bas (36 unités en fonctionnement)
- Ferme éolienne Robin Rigg, Golfe de Solway entre l'Angleterre et l'Écosse (60 unités en fonctionnement)
- Ferme éolienne Belwind, Zeebrugge, en Belgique (55 unités en fonctionnement)
- Parc éolien de Thanet, Royaume-Uni (100 éoliennes en fonctionnement)[4]

## Détails techniques
| Paramètre              | Valeur                                                          |
| ---------------------- | --------------------------------------------------------------- |
| Puissance Nominale     | 3 000 kW                                                        |
| Concept                | Vitesse Variable, DFIG générateur avec contrôle de hauteur      |
| Poids de la nacelle    | 70 t                                                            |
| Diamètre du Rotor      | 90 mètres                                                       |
| Poids du rotor         | 41 t                                                            |
| Contrôle de la vitesse | Indépendant de contrôle de la hauteur tonale de chaque lame     |
| Générateur             | Refroidi à l'eau, divers fournisseurs                           |
| Boîte de vitesses      | Hansen, deux planétaires et une hélice, 1:100 step up (environ) |
| Couper En              | 4 m/s                                                           |
| Nominale               | 15 m/s                                                          |
| Découper               | 125 m/s                                                         |

Les tours peuvent peser 160 t pour 80 m de hauteur, soit 285 t pour 105 m (235 t en Allemagne).

## Différences entre V90-3 et V90-2/V80s
Les différences avec son prédécesseur, la V80 incluent l'utilisation d'un générateur refroidi à l'huile, et une boîte de vitesses compacte, qui maintenant tourne directement sur le moyeu plutôt que par une faible vitesse de l'arbre. Le V90-3MW peut être différencié du V80 par la forme de la nacelle, qui a une découpe de profil à l'arrière. D'autres différences sont les suivantes :
- N'utilise pas l'arbre à faible vitesse (la boîte de vitesses est partie intégrante du palier principal).
- Générateur refroidi par liquide (associé à un système de refroidissement supplémentaire).
- Tour plus légère.
- Forme différente de l'arrière de la nacelle pour tenir compte de ce système de refroidissement.
- Système de lacet qui utilise six moteurs plutôt que quatre.
- Le V90-3 utilise des boîtes de vitesses fabriquées par Hansen Transmissions, une filiale de ZF Énergie Éolienne Antwerpen.
- Structure optionnelle du cadre, sur le cône de nez, prêt à accueillir une trappe d'évacuation.
- Disque de frein de stationnement.
- Nouvelle lame de construction intégrant de la fibre de carbone dans le longeron principal.
- Vortex excréteurs sur les pales.

La V90-3MW peut être spécifiée avec l'un des cinq différents « modes de bruit ». Chaque mode est défini dans la turbine logiciel et fait partie intégrante de l'installation, mais peut être changé pour un autre mode plus tard. Chaque différent mode de bruit implique une courbe de puissance différente, de sorte que, pour un fonctionnement plus silencieux, une partie du rendement énergétique est sacrifiée. L'atténuation du bruit est gérée par des ajustements de la lame à l'angle de tangage.
Pour des raisons de licence, le modèle 60 Hz vendu aux États-Unis et au Canada utilise un système de conversion un peu différent, permettant un transmission de flux d'énergie à un seul sens à travers le rotor convertisseur, plutôt que de l'électrique en deux sens d'écoulement utilisés dans la version standard. Cette restriction ne s'applique pas aux modèles 60 Hz vendus dans d'autres régions (notamment le Japon).